# Districte de Poprad
El districte de Poprad - (eslovac) Okres Poprad - és un dels 79 districtes d'Eslovàquia. Es troba a la regió de Prešov, al nord del país. Té una superfície de 1.105,38 km², i el 2013 tenia 104.411 habitants. La capital és Poprad.

## Demografia
| Godina             | 1994    | 2004    | 2014    | 2024    |
| ------------------ | ------- | ------- | ------- | ------- |
| Nombre de persones | 100.937 | 104.320 | 104.494 | 101.834 |
| Diferència         |         | +3,35%  | +0,16%  | −2,54%  |

| Godina             | 2023    | 2024    |
| ------------------ | ------- | ------- |
| Nombre de persones | 102.038 | 101.834 |
| Diferència         |         | −0,19%  |

## Llista de municipis

### Ciutats
- Poprad
- Svit
- Vysoké Tatry

### Pobles
Batizovce | Gánovce | Gerlachov | Hozelec | Hôrka | Hranovnica | Jánovce | Kravany | Liptovská Teplička | Lučivná | Mengusovce | Mlynica | Nová Lesná | Spišské Bystré | Spišský Štiavnik | Spišská Teplica | Štôla | Štrba | Šuňava | Švábovce | Tatranská Javorina | Veľký Slavkov | Vernár | Vikartovce | Vydrník | Ždiar
1. 1 2  «Počet obyvateľov podľa pohlavia - obce (ročne) [om7102rr_obce=AREAS_SK]».   Statistical Office of the Slovak Republic, 31-03-2025. [Consulta: 31 març 2025].